# CNN Portugal
CNN Portugal és un canal de televisió privat temàtic, focalitzat únicament a donar notícies les 24 hores del dia. Fou inaugurat el 22 de novembre del 2021 i es pot veure únicament per cable. És el tercer canal temàtic d'informatius portuguès i és propietat del grup Capital Media, que comparteix accionariat amb el grup espanyol PRISA i marxar amb WarnerMedia. El canal és un equivalent al 3/24 a Catalunya, iTele a França, TVE24 a Castella o BBCNews al Regne Unit.
Un altre canal del mateix grup és, Cable News Network (Xarxa de Notícies per Cable), més coneguda com a CNN.

## Història
CNN buscava entrar al mercat de la llengua portuguesa, un dels únics encara no coberts per les nombroses filials de la marca arreu del món.
El 24 de maig de 2021, es va anunciar que Media Capital va signar un memoràndum d'entesa per a un acord de llicència amb CNN i, com a resultat, TVI 24 seria reanomenat CNN Portugal. El canvi de marca va començar el 22 de novembre de 2021 a les 21:00 GMT.